# Inlandskommunerna Ekonomisk Förening

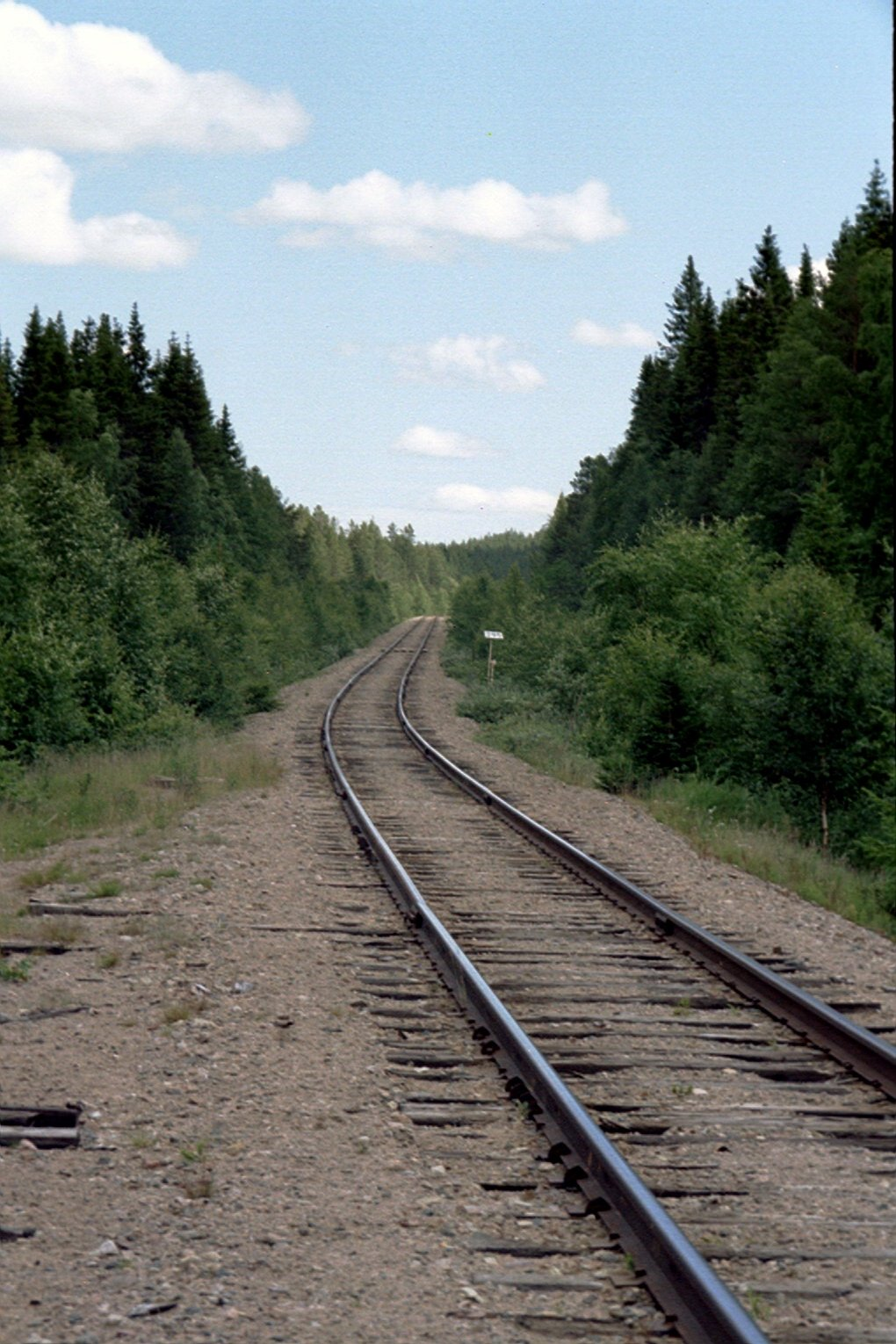
Föreningen har sina rötter i arbetet för att bevara Inlandsbanan

Inlandskommunerna Ekonomisk Förening (IEF) är en förening som består av 22 kommuner från Kristinehamn i söder till Kiruna i norr som samverkar för landets inland och är ett starkt regionalt samarbete i Sverige. Föreningen bildades 1989 men kommunerna samarbetade redan på 1970-talet för att rädda Inlandsbanan från nedläggning. Idag fokuserar IEF på att förbättra kommunernas infrastruktur (till exempel mobiltäckning) och marknadsföra Inlandsbanan samt Inlandsvägen. IEF var en av de drivande krafterna bakom uppgraderingen av riksväg 45 till Europaväg, ett arbete som inleddes under tidigt 1990-tal och som blev verklighet 2006. 

## Medlemskommuner
Föreningen består av 22 kommuner i 6 olika län.

### Norrbottens län
- Kiruna kommun
- Gällivare kommun
- Jokkmokks kommun
- Arjeplogs kommun
- Arvidsjaurs kommun

### Västerbottens län
- Sorsele kommun
- Storumans kommun
- Vilhelmina kommun
- Dorotea kommun

### Jämtlands län
- Strömsunds kommun
- Krokoms kommun
- Östersunds kommun
- Åre kommun
- Bergs kommun
- Härjedalens kommun

### Gävleborgs län
- Ljusdals kommun

### Dalarnas län
- Orsa kommun
- Mora kommun
- Vansbro kommun

### Värmlands län
- Filipstads kommun
- Kristinehamns kommun

## Styrelse
Styrelsen har sitt säte i Östersund och består av sju ordinarie ledamöter.
- Ordförande: Ulf Björklund (kd), Orsa
- Vice ordförande: Per Söderberg (c), Östersund

Övriga ledamöter

- Gunnar Magnusson (s), Vansbro
- Ingemar Stenlund (c), Sorsele
- Botolf Brandebo (v), Gällivare
- Bosse Pettersson (c), Kristinehamn
- Åke Nilsson (s), Vilhelmina

## Inlandstinget
Varje år sedan 1990 anordnar föreningen en årsstämma som kallas Inlandstinget, ofta tillsammans med någon annan organisation som verkar för likartade frågor, till exempel FSV (Föreningen Sveriges Vattenkraftskommuner), Inlandsbanan AB, kommunen där tinget hålls och Norrlandsförbundet. På årstämman brukas politiken i inlandet diskuteras. 

### Årstämmor
- 1990 Orsa, Orsa kommun
- 1991-2000 ?
- 2001 Vansbro, Vansbro kommun
- 2002 Strömsund, Strömsunds kommun
- 2003 Sveg, Härjedalens kommun
- 2004 Karesuando, Kiruna kommun
- 2005 Sollerön, Mora kommun
- 2006 Kristinehamn, Kristinehamns kommun
- 2007 Åsarna, Bergs kommun
- 2009 Storuman, Storumans kommun
- 2011 Orsa, Orsa kommun